# تروریسم راست‌گرا

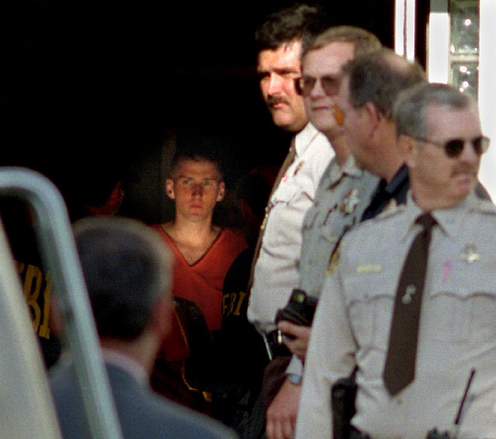
تروریسم راست‌گرا

تروریسم راست‌گرا (انگلیسی: Right-wing terrorism) یا تروریسم راست‌گرایانه به وسیله انواع ایدئولوژی‌ها و باورها، از جمله ضدکمونیسم، نئوفاشیسم، نئونازیسم و مخالفت در برابر سقط جنین، فعال شده‌است. این نوع تروریست‌ها به صورت پراکنده هستند کم یا هیچ همکاری بین‌المللی بین آنها وجود ندارد. تروریسم رادیکالیسم مدرن راست برای اولین بار در دهه ۱۹۸۰ در اروپای غربی ظاهر شد و پس از انحلال اتحاد جماهیر شوروی اولین بار در اروپای شرقی ظاهر شد.

## هدف
هدف تروریست‌های راست‌گرا، سرنگونی دولت‌ها و جایگزینی آنها با رژیم‌های ملی‌گرا و فاشیست است. هسته این جنبش عبارت است از نئو فاشیست‌های کچل، سیاست‌های راست تندرو، هولیگانیسم فوتبالی و روشنفکران راهنما معتقدند که دولت باید خود را از عناصر خارجی خلاص کند تا بتواند از شهروندان خود محافظت کند. با این حال، آنها معمولاً فاقد یک ایدئولوژی سختگیرانه هستند.

## علت
آرمین فالک و همکارانش نشان می‌دهند که جرایم افراطی راست (REC)، که شامل انگیزه‌های نژادپرستانه است، با میزان بیکاری مرتبط است. در نتیجه، با افزایش نرخ بیکاری، گرایش‌های راست نیز افزایش می‌یابد. این همبستگی را می‌توان در چندین کشور از جمله آلمان، ایالات متحده و انگلستان به‌خوبی مشاهده می‌شود. علاوه بر این، این پدیده لزوماً با افراد مرتبط نیست، بلکه بیکاری بر ارزشهای بشردوستانه جامعه مانند تحمل و بی‌اعتمادی تأثیر می‌گذارد. بر اساس نظر فالک، این بدین معناست که با افزایش نرخ بیکاری، ارزش‌های بشردوستانه تحمل و دلگرمی کاهش می‌یابد. این علت تروریسم جناح راست با یک دیدگاه کارکردگرایانه در زمینه اشتغال همراه است. فرانته رویکرد عملکرد را به عنوان «چگونگی شرکت جامعه در مسیرهای قابل انتظار و غیرقابل انتظار برای حفظ نظم موجود در جامعه» تعریف می‌کند. کار و اشتغال در خدمت چندین تابعه برای جامعه است (دانشگاه مینه سوتا ۱۲٫۲). کتابخانه دانشگاه مینه سوتا نشان می‌دهد که اشتغال کارگران باعث ایجاد درآمد و همچنین تشخیص هویت آنها (۱۲٫۲) کمک می‌کند. وقتی اشتغال کم است، منجر به تهدید از دست رفتن هویت می‌شود که می‌تواند منجر به افزایش تروریسم شود.
دومین علت تروریسم راست، همان‌طور که توماس گریون اشاره می‌کند، پوپولیسم یا دقیق تر، پوپولیسم راست‌گرا است. ژن ورنر مولر پوپولیسم را به مثابه یک شکل از هویت سیاسی توصیف می‌کند که به لحاظ ذاتی ضد استقرار و ضد پلورالیست است. به سادگی، پوپولیسم از پیشرفت «شهروند عادی» حمایت می‌کند و از برنامه‌های نخبگان ممتاز حمایت نمی‌کند. علاوه بر این، گریون تعریف پوپولیست راست‌گرا به عنوان کسانی که از قوم گرایی حمایت می‌کنند و با مهاجرت مخالفت دارند. سیاست‌های پوپولیست راست‌گرا که در رسانه‌ها پوشش داده می‌شود، اخیراً شامل فرمان اجرایی ۱۳۷۶۹ است که ممنوعیت سفر از کشورهای اکثریت مسلمان به ایالات متحده و سیاست مهاجرت دونالد ترامپ است که پیشنهاد می‌کند که دیوار بین ایالات متحده و مکزیک برای جلوگیری از ورود مهاجران غیرقانونی به آمریکا کشیده شود. گریون نشان می‌دهد که سیاست مهاجرت نه تنها رقابت اقتصادی را تهدید می‌کند، بلکه ارزش‌های سنتی و هویت‌ها را تهدید می‌کند. با توجه به انگیزه‌های قوم گرایی در پشت این سیاست‌ها، آنها به عنوان پوپولیسم راست‌گرا طبقه‌بندی می‌شوند. از آنجاییکه پوپولیسم راست‌گرا یک محیط را «ما در برابر آنها» ایجاد می‌کند باعث تروریسم به احتمال زیاد خواهد شد. این علت تروریسم راست‌گرا با یک دیدگاه درگیری می‌تواند باشد. فررانته چشم‌انداز درگیری را به عنوان تمرکز بر درگیری در مورد منابع کمیاب و استراتژی‌های گروه‌های سودمند مورد استفاده برای تثبیت توافق‌نامه‌های اجتماعی که از آن بهره‌مند می‌شوند، توضیح می‌دهد. هنگامی که مردم احساس می‌کنند که ارزش‌های سنتی آنها توسط نخبگان اجتماعی که به افزایش مهاجرت کمک می‌کنند، مورد تهدید قرار می‌گیرد، منازعات و تروریسم را دنبال می‌کنند.

## آفریقای جنوبی
در سال ۱۹۹۳، کریس هانی، دبیرکل حزب کمونیست آفریقای جنوبی، توسط جانوس والوس، ضد کمونیست راست افراطی لهستانی کشته شد، که توسط کلایو دربی-لوئیس، معاون آپارتاید راستگرا، اجیر شده بود. آفریکانر ویراستندبوینگ، یک سازمان شبه نظامی نئونازی به عنوان گروه تروریستی شناخته شده‌است. در سال ۲۰۱۰، مقامات آفریقای جنوبی طرح تروریست‌های راستگرا برای انتقام قتل یوجین ترل بلانچ را کشف و خنثی کردند.